# Жемайтіс Сергій Георгійович
Сергі́й Гео́ргійович Жема́йтіс (рос. Серге́й Гео́ргиевич Жема́йтис, 10 вересня (23 вересня) 1908, Ніколаєвськ-на-Амурі — пом.8 вересня 1987, Москва) — російський радянський письменник-фантаст та мариніст.

## Біографія
Сергій Жемайтіс народився у 1908 році в Ніколаєвську-на-Амурі в сім'ї литовця-переселенця, потомка політкаторжанина, та росіянки, яка була нащадком відомих російських дворянських родин Гончарових і Паніних. Після закінчення школи Жемайтіс спочатку працював учнем механізатора, пізніше трактористом, служив на Тихоокеанському флоті. Навчався у Далекосхідному університеті, проте закінчив лише два курси географічного факультету, після чого працював кореспондентом кількох газет на Далекому Сході, публікувався в обласній газеті «Амурська правда». З початком німецько-радянської війни Сергій Жемайтіс пішов добровольцем в армію, війну розпочав у званні рядового, а закінчив у званні капітана. Ще під час війни розпочав письменницьку діяльність, та опублікував у 1944 році дві книжки для дітей «Схід сонця» і «Важка людина». Після демобілізації з армії Жемайтіс закінчив літературні курси, та продовжив писати книжки для дітей. У 50-60-х роках ХХ століття він видав збірки своїх творів «Хлоп'ята з Голубої паді», «Тепла течія», «Співаючі камені», «Червона ниточка», «Голуба ракета». У цей же період, у 1959 році, письменник уперше написав книжку в жанрі фантастики — «Альоша Перець у країні гомункулусів», яка також була біле орієнтована на читачів молодшого віку. Пізніше, в кінці 60-х років ХХ століття Сергій Жемайтіс перейшов на морську тематику творів, та написав у цей час повість "Загибель «Лоліти», та романи «Кліпер «Оріон»» (на основі якого в 1979 році знято однойменний фільм), «Не дуже тихий океан» та «Жорстокий шторм».
З 1957 року Сергій Жемайтіс жив у Москві, де працював завідувачем редакції наукової фантастики видавництва «Молода гвардія». За його участі започатковано щорічне видання збірок «Фантастика» (з 1962 до 1991 року), «Библиотека советской фантастики», 25-томного видання «Библиотека современной фантастики». За його ініціативи у видавництві вийшли збірки творів братів Стругацьких та Івана Єфремова. Сергій Жемайтіс організував семінар письменників-фантастів у редакції «Молодої гвардії», членами якого були Аркадій Стругацький, Север Гансовський, Анатолій Дніпров, Єремій Парнов, Михайло Ємцев, Дмитро Біленкін, Аріадна Громова, Роман Подольний, Олександр Мірер. У цей час Жемайтіс також сам плідно творить фантастику. У 1970 році він публікує повість «Вічний вітер», а в 1977 році — повість «Велика лагуна», дія яких відбувається у близькому майбутньому, в якому панує комунізм, а в основу сюжету покладено встановлення контакту людини з дельфінами. У 1973 році письменник публікує роман «Багряна планета», в якому оповідається про земну експедицію на Марс, яка виявила там лише людиноподібних роботів та лише залишки цивілізації, яка загинула внаслідок екологічної катастрофи. Також у цей період вийшло друком кілька фантастичних оповідань Жемайтіса.
За час тривалої роботи у видавництві Сергій Жемайтіс усіляко підтримував розвиток радянської фантастики. Проте зміст творів та погляди авторів фантастики, особливо братів Стругацьких та Аріадни Громової, не подобались тогочасному керівництву КПРС, які розпочали цькування письменників. Винним за випуск літератури, яку керівники партії та уряду вважали ідеологічно шкідливою, визнали Сергія Жемайтіса та ще кількох редакторів ви давництва, у результаті чого Жемайтіса зняли з посади завідувача редакції наукової фантастики видавництва, замінивши на Юрія Медведєва, який став одним із очільників ідейного розгрому радянської фантастики на рубежі 60-х і 70-х років ХХ століття. Невдовзі після звільнення з посади Сергій Жемайтіс переніс інфаркт міокарду. Проте на пенсії він ще встиг підготувати до друку перше повне видання творів Івана Єфремова.
Помер Сергій Жемайтіс у Москві 8 вересня 1987 року.

## Переклади
Твори Сергія Жемайтіса перекладені англійською, німецькою, польською, болгарською, естонською, чеською в'єтнамською, грузинською та іншими мовами.

## Нагороди та премії
Сергій Жемайтіс нагороджений орденом Вітчизняної війни, Червоної зірки, та медалями «За бойові заслуги», «За взяття Відня» і «За оборону Москви».

## Особисте життя
Сергій Жемайтіс був одружений, його син Сергій Жемайтіс-молодший також є російським письменником-фантастом і журналістом.